# Кенесбаев, Смет Кенесбаевич
Сме́т Кенесба́ев (1907—1995) — советский и казахский лингвист-тюрколог, академик АН КазССР (1946), вице-президент АН КазССР 1947, директор Института языкознания АН КазССР (1947—1978), доктор филологических наук (1945), профессор (1946), заслуженный деятель науки КазССР (1945) и Каракалпакской АССР (1977), лауреат Государственной премии КазССР (1978).

## Биография
Родился 15 февраля 1907 года в ауле Жанысата современного Сузакского района Туркестанской области Казахстана. Происходит из рода алтын племени Байулы.
В 1931 году окончил Ленинградский институт востоковедения. Затем по 1946 год преподавал в Казахском педагогическом институте. Параллельно с 1933 по 1936 годы заведовал кафедрой языков Алма-Атинского медицинского института, а с 1936 по 1939 годы являлся старшим научным сотрудником Сектора языка и литературы КазФАН СССР.
В 1946 году был избран вице-президентом только что созданной АН КазССР и занимал данную должность по 1951 год.
С 1953 по 1961 годы — последовательно старший научный сотрудник, заведующий отделом, директор Института языка и литературы АН Казахской ССР. С 1961 по 1978 годы — директор Института языкознания. С 1985 по 1994 годы — в президиуме АН КазССР (после распада СССР — НАН РК).
Ушёл из жизни 16 января 1995 года в Алма-Ате. Похоронен на Кенсайском кладбище.

## Основные работы
Исследования фонетики, фонологии, лексикографии, фразеологии, орфографии казахского языка.
Участник международных, всесоюзных и республиканских научных конференций и симпозиумов по тюркологическим проблемам.
Автор около 250 научных публикаций.
- Толковый словарь казахского языка. (Один из составителей и ответственный редактор). — Алма-Ата, 1959; 1961. (казах.)
- Из опыта составления толкового словаря казахского языка. — Алма-Ата, 1960.
- Современный казахский язык: лексика, фонетика. Учебник для вузов. — Алма-Ата, 1962. (казах.)
- Современный казахский язык: фонетика и морфология. — Алма-Ата, 1962 (соавтор)
- Фразеологический словарь казахского языка. — Алма-Ата, 1977. (казах.) (соавтор)

## Награды
Награждён орденами Ленина, Трудового Красного Знамени, Красной Звезды, орденом Дружбы народов.